# Геркулес
Геркулес (лат. Hercules, Herculēs) — римский аналог древнегреческого героя Геракла, сын Юпитера и смертной женщины Алкмены. В классической мифологии Геракл славится своей силой и многочисленными приключениями.
Римляне адаптировали иконографию и мифы греческого героя для своей литературы и искусства под названием «Геркулес». В более позднем западном искусстве и литературе, а также в популярной культуре Геркулес чаще используется, чем Геракл в качестве имени героя. Геркулес — это многогранная фигура с противоречивыми характеристиками, которая позволила более поздним художникам и писателям выбрать, как его представлять.

## Мифология

### Рождение и ранняя жизнь
В римской мифологии, хотя Геркулес считался чемпионом слабых и великим защитником, его личные проблемы начались с рождения. Юнона послала двух ведьм, чтобы предотвратить роды, но они были обмануты одним из слуг Алкмены и отправлены в другую комнату. Затем Юнона послала змей, чтобы убить его в колыбели, но Геркулес задушил их. В одной из версий мифа Алкмена бросила своего ребёнка в лесу, чтобы защитить его от гнева Юноны, но его нашла богиня Минерва, которая привела его к Юноне, утверждая, что он был ребёнком-сиротой, оставшимся в лесу, который нуждался в питании. Юнона кормила Геркулеса своей грудью, пока младенец не укусил её сосок, после чего она оттолкнула его, пролила молоко по ночному небу и таким образом образовав Млечный Путь. Затем она вернула младенца Минерве и попросила её самой позаботиться о ребёнке. Накормив ребёнка собственной грудью, богиня непреднамеренно наполнила его дополнительной силой.

### 12 подвигов
Геркулес известен своими многочисленными приключениями, которые привели его в дальние уголки греко-римского мира. Один цикл этих приключений стал каноническим, как «Двенадцать подвигов», но в списке есть вариации. Один из традиционных орденов трудов встречается в Библиотеке следующим образом:
1. Убийство Немейского льва.
2. Убийство Лернейской гидры.
3. Захват Керинейской лани.
4. Захват Эриманфского вепря.
5. Чистка конюшен Авгия за день.
6. Убийство Стимфалийских птиц.
7. Укрощение критского быка.
8. Кража коней Диомеда.
9. Получение пояса Ипполиты, королевы амазонок.
10. Получение крупного рогатого скота Гериона.
11. Кража яблок Гесперид.
12. Захват и возвращение Цербера.

### Смерть
Гибель Геракла и обожествление

## Римская эра
Латинское название «Herculēs» было заимствовано через этрусский язык, где оно представлено по-разному как «Геракл», «Геркл» и другие формы. Геркулес был любимым предметом этрусского искусства. Этрусская форма «Herceler» происходит от греческого «Геракл» через синкопу. Мягкая клятва, ссылаясь на Геркулеса (Hercule! or Mehercle!) было распространённым междометием в классической латыни.
У Геркулеса был ряд мифов, которые были отчётливо римскими. Одним из них является поражение Геркулеса от Какуса, который терроризировал сельскую местность Рима. Герой был связан с Авентином через своего сына Авентина. Марк Антоний считал его личным богом-покровителем, как и император Коммод. Геркулес получил различные формы религиозного почитания, в том числе как божество, занимаясь детьми и родами, отчасти из-за мифов о его преждевременном младенчестве, а отчасти потому, что он был отцом бесчисленных детей. Римские невесты носили специальный пояс, связанный «узлом Геркулеса», который должно было быть трудно развязать. Комический драматург Плавт представляет миф о концепции Геркулеса как секс-комедию в его пьесе «Амфитрион»; Сенека написал трагедию «Геркулес Фуренс» о своём бое с безумием. В эпоху Римской империи Геркулесу поклонялись на местном уровне от Римской Испании до Галлии.

### Германская ассоциация
Тацит записывает особое сродство германцев к Геркулесу. В третьей главе своей книги «Германия» Тацит заявляет:

... они говорят, что Геркулес также однажды посетил их; и когда они вступали в бой, они пели в первую очередь о нём. У них также есть свои песни, по сольному концерту этого «бардита», как они его называют, они пробудили своё мужество, в то время как из ноты они предъявляют результат приближающегося конфликта. Ибо, когда их линия кричит, они вдохновляют или чувствуют тревогу.
Некоторые воспринимают это как Тацита, приравнивающего германского Тора к Геркулесу посредством римской интерпретации.
В римскую эпоху амулеты в виде палицы Геркулеса появляются со II по III век, распределённые по всей империи (включая Римскую Британию), в основном из золота, в форме деревянных дубинок. Образец, найденный в Кёльн-Ниппе, имеет надпись «DEO HER[culi]», подтверждающую связь с Геркулесом.
В V—VII веках, в период Великого переселения народов, амулет, как считается, быстро распространился из германского региона Эльбы по всей Европе. Эти германские «палицы Тора» были сделаны из оленьего рога, кости или дерева, реже также из бронзы или драгоценных металлов. Тип амулета заменён подвесками в виде мьёльнира эпохи викингов в ходе христианизации Скандинавии с VIII по IX век.

## Средневековая мифография
После того как Римская империя была христианизирована, мифологические повествования часто переосмысливались как аллегория под влиянием философии поздней Античности. В IV веке Сервий описал возвращение Геркулеса из подземного мира как событие, представляющее его способность преодолевать земные желания и пороки, или саму землю как потребителя тел. В средневековой мифографии Геркулес был одним из героев, рассматриваемых как сильный образец для подражания, который продемонстрировал как доблесть, так и мудрость, в то время как монстры, с которыми он сражается, считались моральными препятствиями. Один глоссатор отметил, что когда Геркулес стал созвездием, он показал, что сила необходима для входа в Рай.
Средневековая мифография была написана почти полностью на латыни, а оригинальные греческие тексты мало использовались в качестве источников мифов про Геркулеса.

## Мифография эпохи Возрождения
Эпоха Возрождения и изобретение ручного типографского станка вызвали новый интерес к греческой литературе и её публикации. Мифография эпохи Возрождения более широко опиралась на греческую традицию Геракла, как правило, под романизированным именем Геркулес или альтернативным именем Альцид. В главе своей книги «Mythologiae» (1567) влиятельный мифограф Натале Конти собрал и обобщил широкий спектр мифов о рождении, приключениях и смерти героя под его римским именем «Геркулес». Конти начинает свою длинную главу о Геркулесе с обзорного описания, которое продолжает морализаторский импульс средневековья:

Геркулес, который покорил и уничтожил монстров, бандитов и преступников, был справедливо известен своим большим мужеством. Его великая и славная репутация была во всём мире и настолько прочно укоренилась, что его всегда будут помнить. На самом деле античные люди почтили его собственными храмами, алтарями, церемониями и священниками. Но именно его мудрость и великая душа заслужили эти почести; благородная кровь, физическая сила и политическая власть просто недостаточно хороши.

В 1600 году жители Авиньона присвоили Генриху Наваррскому (будущему королю Франции Генриху IV) титул «Галльского Геркулеса», оправдывая экстравагантную лесть генеалогией, которая прослеживала происхождение Наваррского дома до племянника сына Геркулеса Гиспала.